# I pionieri della California
I pionieri della California (Southwest Passage) è un film del 1954 diretto da Ray Nazarro.
È un film western statunitense con Rod Cameron, Joanne Dru e John Ireland.

## Produzione
Il film, diretto da Ray Nazarro su una sceneggiatura di Harry Essex e Daniel Mainwaring con il soggetto dello stesso Essex, fu prodotto da Edward Small per la Edward Small Productions e girato a Kanab, Utah, nel giugno del 1953. I titoli di lavorazione furono Camels West e Camel Corps. Fu girato in 3-D.
John Ireland e Joanne Dru erano marito e moglie ai tempi delle riprese. Il personaggio di Hi Jolly, interpretato da Mark Hanna, è basato su Hadji Ali, soprannominato Hi Jolly, un cammelliere siriano invitato nel 1856 dal governo degli Stati Uniti a testare il trasporto con i cammelli nei deserti e nelle lande desolate del Nevada e dell'Arizona. I tentativi non ebbero successo. Il personaggio di Hi Jolly fu inserito anche in un altro film, Hawmps! del 1976. Alcuni nativi Navajo furono utilizzati per le riprese anche se interpretarono indiani Apache.

## Distribuzione
Il film fu distribuito con il titolo Southwest Passage negli Stati Uniti dal 1º aprile 1954 dalla United Artists.
Altre distribuzioni:
- in Francia il 27 agosto 1954 (La caravane du désert)
- in Finlandia il 29 ottobre 1954 (Intiaanikaravaani)
- in Danimarca il 7 febbraio 1955 (Vestens karavane)
- in Germania Ovest il 25 febbraio 1955 (Karawane westwärts)
- in Svezia il 26 settembre 1955 (Äventyr i öknen)
- in Austria nel febbraio del 1956 (Karawane westwärts)
- in Belgio (La caravane du désert e De karavaan van de woestijn)
- in Italia (I pionieri della California)
- nel Regno Unito (Camels West)
- in Spagna (La travesía del desierto)

## Promozione
Le tagline sono:
- "For every mile forward, a storm of Apache arrows pointed the road back! All the greatness the West could muster was thrown into the battle for the Great American Desert! ".
- "A Thousand Miles of Roaring EXCITEMENT! ".
- "Wagons West! - The Cry That Rocked the Desert Frontier! ".